# Obres e trobes en lahors de la Verge Maria
Obres e trobes en lahors de la Verge María é um livro de singular importância por ser a primeira obra literária impressa em Espanha. Saiu das prensas de Lambert Palmart em 25 de março de 1474 na cidade de Valência escrita em língua valenciana. Conserva-se na biblioteca da Universidade de Valência
Esta obra foi impressa para que o vice-rei Lluís Despuig, para honrar a Virgem, convocasse em 11 de fevereiro de 1474 um certame poético cujo tema obrigatório era o louvor à Virgem Maria.
O encarregado de organizar o certame foi o poeta Bernat Fenollar, pessoa relacionada com todos os círculos literários que havia na cidade.
Os poemas deveriam constar de cinco estrofes, com dedicatória e estribilho. Mas os trovadores (ainda não se chamava poetas aos que não escreviam em latim) tinham liberdade quanto ao estilo e língua.